# Riu de Perafita
Le riu de Perafita est un cours d'eau de la paroisse de Escaldes-Engordany en Andorre, long de 5,3 km et affluent du riu Madriu.

## Toponymie
Riu désigne en catalan un « cours d'eau » et provient du latin rivus de même signification,.
Perafita est formé de l'accollement de pera et fita. Pera provient du latin petra (« pierre ») et constitue une forme archaïque du catalan pedra tandis que fita signifie en catalan « borne ». Il s'agit donc d'une pierre marquant une limite, dans ce cas celle entre l'Andorre et l'Alt Urgell.

## Hydrographie
Long de 5,3 km, le riu de Perafita coule vers le nord depuis les estanys de Perafita jusqu'à aborder le riu Madriu par sa rive gauche. Le riu de Perafita fait partie du bassin hydrographique de la Valira d'Orient. Outre les estanys de Perafita, le riu de Perafita collecte les eaux de l'estany de la Nou.
Les chutes de neige importantes que connaissent les versants de la vallée de Perafita permettent au riu de Perafita de maintenir un débit relativement constant au cours de l'année.
| \| Riu de Perafita \|                                                    |                    |
| Le riu de Perafita sur la carte des bassins hydrographiques de l'Andorre | L'estany de la Nou |
| Riu de Perafita                                                          |                    |

## Protection environnementale
L'ensemble du cours du riu de Perafita est situé dans la vallée du Madriu-Perafita-Claror, classée au patrimoine mondial de l'UNESCO.

Carte des espaces naturels protégés d'Andorre.
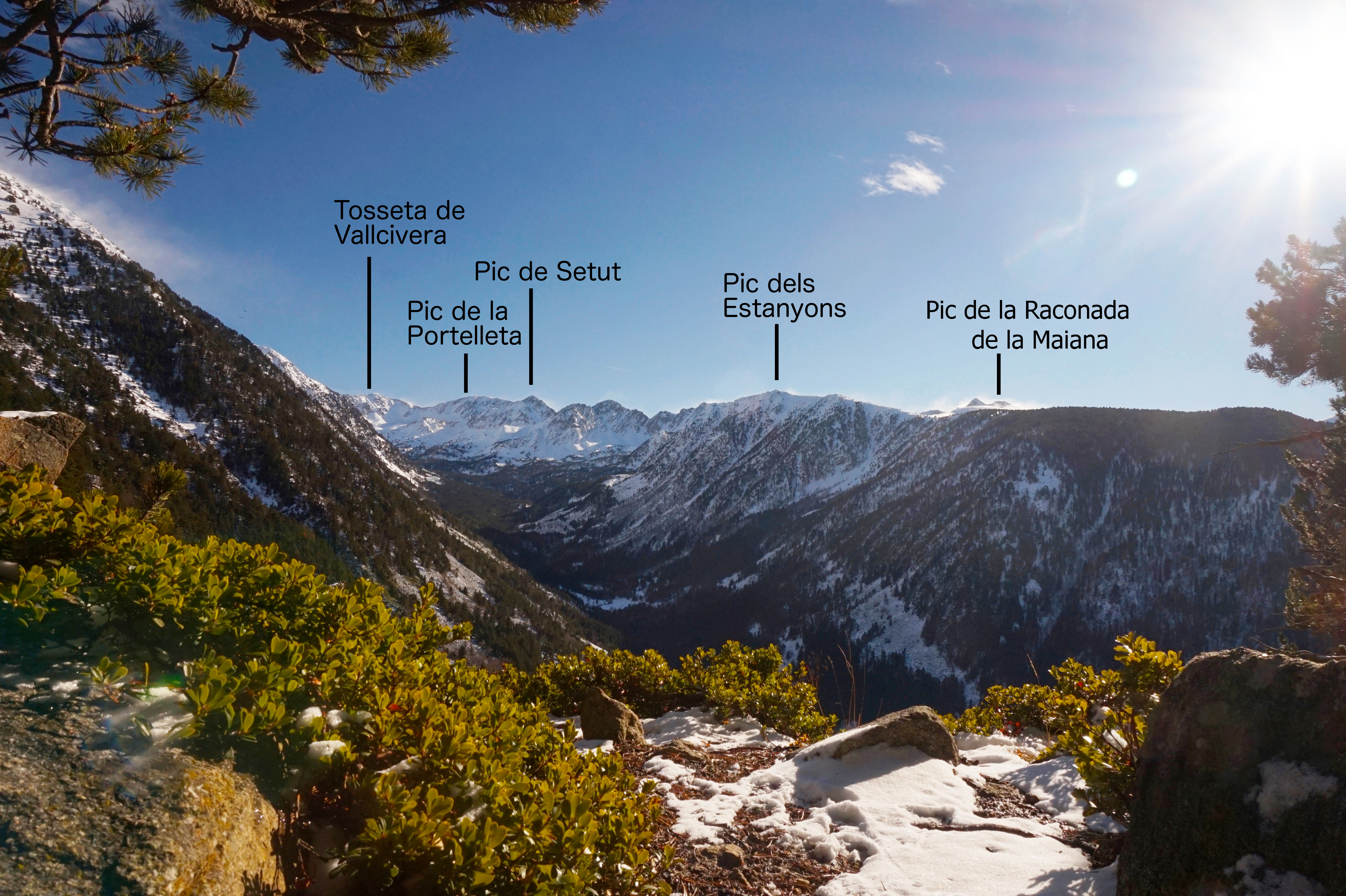
La vallée du Madriu